# Д-27
Д-27 — гвинтовентиляторний двигун, що розроблений Запорізьким машинобудівним конструкторським бюро «Прогрес».
Дослідження для побудови гвинтовентиляторних двигунів проводилися і раніше, проте на сьогоднішній день єдиним робочим двигуном даного класу є Д-27.

## Призначення
Призначений для установки на високоекономічні пасажирські і транспортні літаки з поліпшеними злітно-посадковими характеристиками.

## Історія проекту
Роботи зі створення рухової установки нового покоління для середнього транспортного літака Ан-70 були розпочаті в 80-х роках. ЗМКБ «Прогрес» та НПП «Аерос» для відпрацювання концепції рухової установки розробили на базі газогенератора двигуна Д-36 турбовентиляторний двигун Д-236Т з співвісним гвинтовентилятором СВ-36. Рухова установка Д-236Т/СВ-36 пройшла комплекс наземних стендових і льотних випробувань на літаючій лабораторії за участю галузевих інститутів ЦАГІ, ЦІАМ і ВІАМ, де були відпрацьовані основні напрямки концепції рухової установки.
Після цього АНТК «Антонов», ЦАГІ і ЦІАМ були вироблені спільні попередні технічні вимоги до двигуна і гвинтовентилятора для середніх транспортних літаків Ан-70 і Ан-70Т.
У середині 80-х років ДП «Івченко-Прогрес» спільно з НПП «Аерос» приступили до проектування рухової установки Д-27 з гвинтовентилятором СВ-27. При цьому використовувався досвід і науково-технічі напрацювання, що мало ЗМКБ «Прогрес», НВП «Аерос» та галузеві інститути.
У результаті аналізу різних схем силових установок була обрана тривальна схема двигуна з дворядним гвинтовентилятором. Обрана схема рухової установки виявилася найкращою для виконання вимог до силової установки літака, незважаючи на складнішу схему двигуна і підвищену вагу гвинтовентилятора.
Застосувавши тільки таку концепцію можливе виконання вимог до літака Ан-70 і його силової установки — забезпечення короткого зльоту і посадки, а також мінімального питомої витрати палива при високій крейсерській швидкості.

## Характеристика
Тип:
тривальний, гвинтовентиляторний.
Повітрозабірник:
кільцевої повітрозабірник співвісних з редуктором.
Гвинтовентилятор:
Гвинтовентилятор СВ-27 дворядний, співвісних протилежного обертання виробництва ВАТ «НВП Аерос». Передній гвинтовентилятор має 8 лопатей, що поглинають максимум потужності і створюють максимальну тягу. Задній гвинтовентилятор має 6 лопатей. У порівнянні з гвинтом СВ-36 у гвинтовентилятора СВ-27 лопаті виконані з прогресивних композиційних матеріалів, мають значно меншу відносну товщину профілю і різко виражену саблевидну кривину напрямної кромки, яка має електричну протиобмерзну смужку і нестираєме покриття. Гвинтовентилятор забезпечує високий ККД на високошвидкісному крейсерському режимі, і поліпшені акустичні характеристики.
Компресор низького тиску:
п'ятиступінчастий, осьовий з регульованими лопатками, регульованим ВНА і першими двома сходинками. Ступінь підвищення тиску 5,5.
Компресор високого тиску:
осецентробіжний з двома осьовими і однією відцентровою щаблями. Ступінь підвищення тиску 5,5.
Камера згоряння:
кільцева, малоемісійна, розташована під кутом до осі двигуна. 24 паливні форсунки.
Турбіна високого тиску:
одноступінчата з монокристалічним охолоджувані лопатками. Повна ступінь розширення 2,68, максимальна температура на виході з соплового апарату ТВД 1665 К.
Турбіна низького тиску:
одноступінчата з монокристалічним охолоджувані лопатками.
Турбіна гвинтовентилятора:
4 ступені, з валом приводу гвинтовентилятора через редуктор.
Корпус задній і вихідний пристрій:
Корпус задній кріпиться до заднього фланця турбіни гвинтовентилятора. Вихідний пристрій являє собою зварну конструкцію виконану з титану, прикріплену болтами до корпусу заднього.
Система управління:
цифрова, двоканальна з повною відповідальністю, типу FADEC з гідромеханічним резервуванням.

## Особливості конструкції

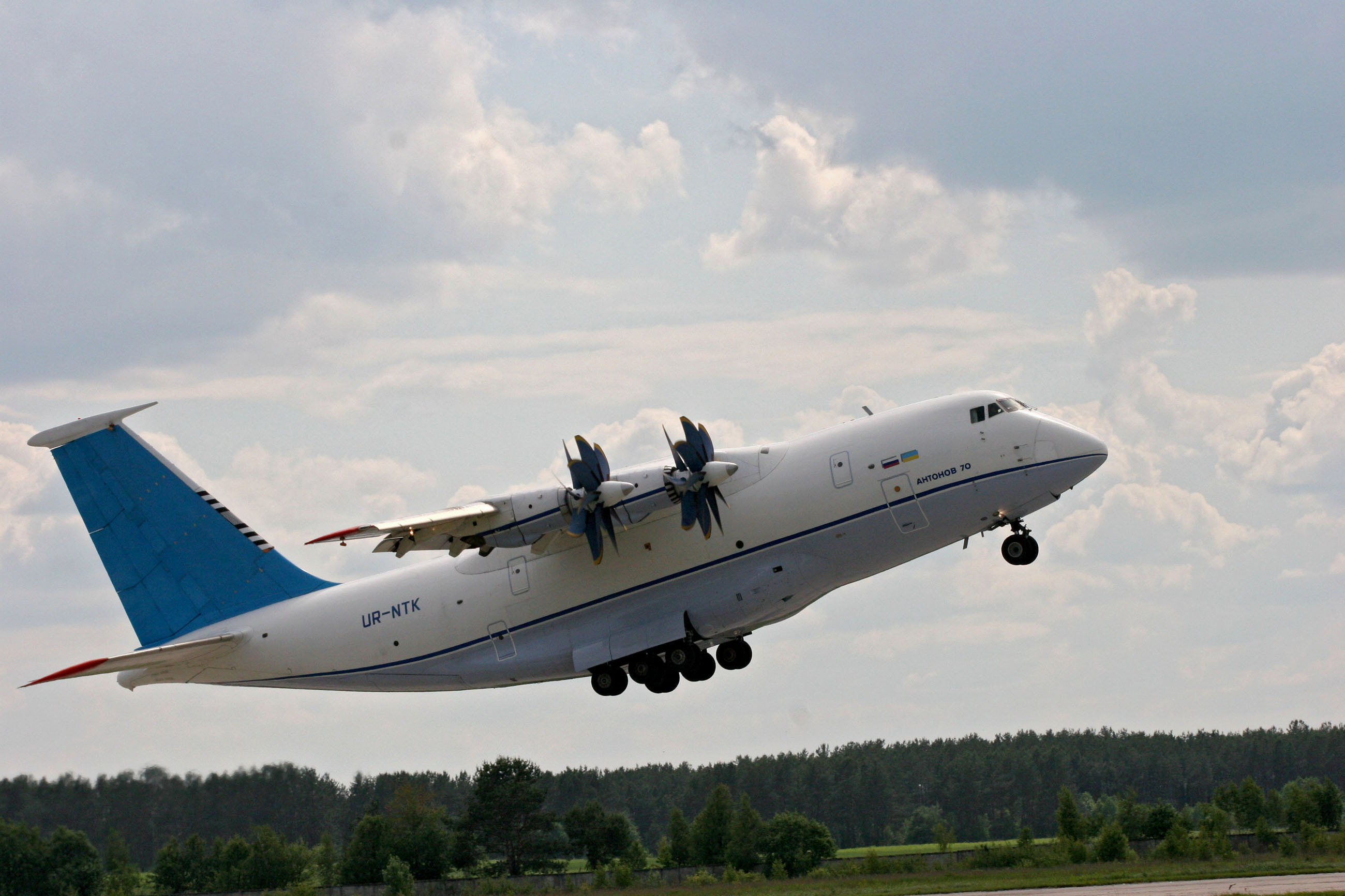
Середній військово-транспортний літак Ан-70

Д-27 має редуктор, що з'єднує чотириступінчасту турбіну з двома гвинто-вентиляторами, що обертаються в різні сторони, які розташовані попереду двигуна (тобто тяга створюється за принципом тягнучого гвинта). Компресор — комбінованого типу. Складається з 5 ступенів КНД, 2х ступенів КВД і відцентрової щаблі. Турбіна — 1 ступінь ТВД, ступінь ТНД, 4 ступені вільної турбіни (турбіни гвинта). Лопаті гвинто-вентилятора виконані з композитних матеріалів, що знімає навантаження з валів і редуктора.
Технічні характеристики:
- Злітний режим (Рн = 730 мм рт.ст, Мп = 0, MCA +15 ° C);
- Потужність, е.к.с. (КВт) 14000 (10294);
- Питома витрата палива, кг / е.к.с. · Год (кг / е.кВт · год) 0,170 (0,231);
- Максимальний крейсерський режим (Н = 11000 м, Мп = О, 7, МСА).

Приміром у двигуна CFM56, який ставиться на Боінги витрата палива - 545 кг / е.к.с., тобто в три рази більша. 